# Decorazione del merito agrario ed industriale
La decorazione del merito agrario ed industriale era una decorazione del Regno d'Italia istituita nel 1898 per premiare coloro che avessero acquistato benemerenze nell'agricoltura o nell'industria e nel commercio.

## Storia
La decorazione venne istituita da re Umberto I con regio decreto 1º maggio 1898, n. 195.

Insieme alla decorazione venne istituita anche una medaglia d'onore.

Nel 1901 la decorazione e la medaglia vennero sostituite dall'Ordine al merito agrario, industriale e commerciale.

## Onorificenze
Le decorazioni venivano conferite con un regio decreto su proposta del Ministro d'agricoltura, industria e commercio mentre le medaglie venivano conferite dal ministro.

Ogni anno potevano essere concesse al massimo 12 decorazioni al merito agrario, 8 al merito industriale e 10 medaglie d'onore.

## Requisiti
La decorazione veniva concessa a chi avesse acquistato singolari benemerenze:
- per l'agricoltura: con l'introduzione di migliori metodi di coltura agraria, con opere di irrigazione o di prosciugamento, col miglioramento del bestiame domestico, con provvedimenti atti a migliorare le condizioni delle classi agricole;
- per l'industria: con l'introduzione o l'ampliamento di industrie, con scoperte e invenzioni industriali di notevole importanza pratica, con la conquista di mercati esteri, con provvedimenti utili all'incolumità degli operai e al loro benessere.

La medaglia poteva essere concessa al personale dipendente di aziende agrarie e opifici con almeno 30 anni di lodevole e ininterrotto servizio.
I titoli di benemerenza venivano valutati da un Consiglio appositamente istituito presso il Ministero d'agricoltura, industria e commercio e presieduto dal ministro.

## Insegne
La decorazione consiste in
«una medaglia d'oro di forma ovale, sormontata dalla corona reale, avente sul diritto, contornato di alloro baccato, l'effigie del Sovrano fondatore e sul rovescio, contornato di spighe, una stella a cinque raggi e la legenda "Al merito agrario" ovvero "Al merito industriale"».
 La decorazione andava portata all'occhiello dell'abito appesa a un nastro bianco e verde a righe verticali minute.

Il nastro poteva essere portato anche senza la decorazione.
La medaglia d'onore è invece
«(...) d'argento, del diametro di 30 mm, avente nel dritto l'effigie del Re e nel rovescio, nel contorno, la legenda “Ministro di agricoltura, industria e commercio” e nel mezzo “Onore al lavoro”».
 La medaglia andava portata all'occhiello dell'abito appesa a un nastro verde e rosso a larghe righe orizzontali.